# Odette Valery

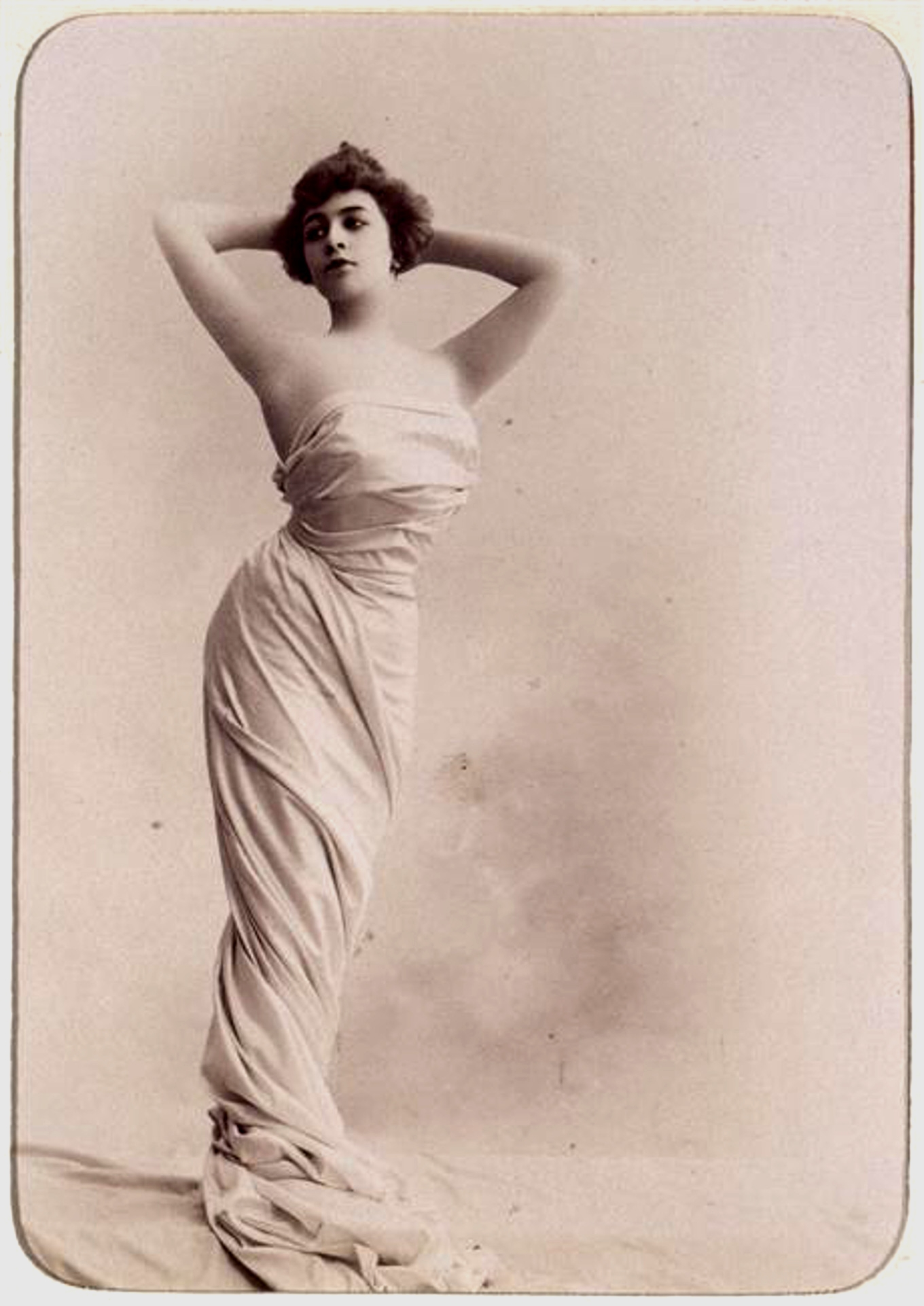
Odette Valery omkring år 1900 i Paris

Odette Valery  (stavat Valéry i franska publikationer), ursprungligen Helene Vaselardi, född 1883, var en italiensk dansare av grekiskt ursprung. 
Hon gjorde år 1898, fjorton år gammal, debut på La Scala. Hon flyttade därefter till Paris  där hon dansade med baletten Excelsior på Folies Bergère. Hon kom att betrakta dans på tå som gammalmodigt och gjorde sig i stället ett namn genom att rekonstruera antik grekisk dans, ofta barfota. Senare gestaltade hon Kleopatra och dansade egyptiska danser.
Hon var välutbildad och talade flera språk, franska, tyska, italienska, spanska, ryska och engelska. Dessutom var hon en duktig pianist. År 1908 gjorde hon sensation i New York när hon dansade i sista akten av Simson och Delila vid Manhattan Opera House där hon hade engagerats av Oscar Hammerstein I. I dansen hade hon med tre ormar. 
År 1910 hade hon intäkter i nivån 1000 dollar i veckan för att dansa på Teatro Comunale di Bologna och köpte bilar och juveler.  Efter 1912 gick det sämre och efter en operation kunde hon inte arbeta under en period. Hon blev sjuk och togs om hand av sin sjuårige son Gaeton och senare av en vän. Senare återvände hon till Paris, men fortsatte sitt liv i fattigdom.